# Przybylanka
Przybylanka – potok, lewostronny dopływ Czarnego Dunajca. 
Potok wypływa na wysokości 950 m na polanie Molkówka w Tatrach Zachodnich. Zasilany jest także kilkoma ciekami spływającymi z południowo-wschodnich zboczy Przysłopu Witowskiego, spod polany Koszarzyska, Cichej Polany, Zdychałówki, są to jednak dopływy słabe i okresowe. Przy małej zlewni, jego przepływ jest wysoki, przekraczający 100 l/s. Prawdopodobnie spływa nim część wody utraconej przez Siwą Wodę, która podziemnymi przepływami przedostaje się do koryta Przybylanki.
Koryto Przybylanki wyżłobione jest we fliszu karpackim i nie przekracza 4 m szerokości. Potok w wielu miejscach podcina linię brzegową, a w swoim dolnym biegu nieco meandruje. W swoim dolnym biegu płynie po lewej stronie drogi Zakopane – Czarny Dunajec. Uchodzi do Czarnego Dunajca na wysokości około 835 m na osiedlu Kojsówka. Przybylanka płynie na Pogórzu Spisko-Gubałowskim, ale jej zlewnia w pewnym stopniu obejmuje także Tatry Zachodnie.
Dawniej nazywany był potokiem Molkówka.